# Typhon Paka
Le typhon Paka est un des typhons qui ont parcouru l'ouest de océan Pacifique en 1997. 